# Våldet får inte segra
Våldet får inte segra (kroatiska: Deveti krug) är en jugoslavisk krigsdrama film från 1960, regisserad av den France Štiglic.

## Priser
Filmen var nominerad till Oscar för bästa icke-engelskspråkiga film 1961 och deltog i Filmfestivalen i Cannes 1960. 1999 utsågs den av kroatiska filmkritiker till historiens 18:e bästa kroatiska film. Filmen vann 9 priset i filmfestivalen i Pula år 1960.

## Rollista
- Boris Dvornik - Ivo Vojnović
- Dušica Žegarac - Ruth Alakalaj
- Beba Lončar - Magda
- Dragan Milivojević - Zvonko
- Ervina Dragman - Ivos mor
- Branko Tatić - Ivos far[6]